# Bataille de Valoutina Gora
Sixième Coalition
Batailles
Campagne de Russie (1812)
- Liste des batailles
- Mir
- Moguilev
- Ostrovno
- Vitebsk
- Kliastitsy
- Smolensk
- 1re Polotsk
- Valoutina Gora
- Moskova
- Moscou
- Winkowo
- 2e Polotsk
- Maloïaroslavets
- Gorodnia
- Czaśniki
- Viazma
- Smoliani
- Krasnoï
- Bérézina

Campagne d'Allemagne (1813)
- Dantzig
- Lunebourg
- Möckern
- Lützen
- Bautzen
- Reichenbach
- Haynau
- Luckau
- Hoyerswerda
- Lauenbourg
- Goldberg
- Gross Beeren
- Katzbach
- Dresde
- Kulm
- Dennewitz
- Peterswalde
- Liebertwolkwitz
- Leipzig
- Hanau
- Sehested
- Torgau
- Hambourg

Campagne de France (1814)
- Sainte-Croix-en-Plaine
- Besançon
- Mayence
- Metz
- Saint-Avold
- 1re Saint-Dizier
- Brienne
- La Rothière
- Campagne des Six-Jours (Champaubert
- Montmirail
- Château-Thierry
- Vauchamps)
- Mormant
- Montereau
- Bar-sur-Aube
- Saint-Julien
- Laubressel
- Berry-au-Bac
- Craonne
- Coutures
- Laon
- Soissons
- Mâcon
- Reims
- Saint-Georges-de-Reneins
- Limonest
- Arcis-sur-Aube
- Fère-Champenoise
- 2e Saint-Dizier
- Meaux
- Claye
- Villeparisis
- Paris

- Feistritz
- Caldiero (en)
- Trieste
- Mincio

- Hoogstraten (de)
- Anvers
- Berg-op-Zoom
- Courtrai

La bataille de Valoutina Gora, également appelée bataille de Loubino par les Russes, se déroule le 19 août 1812 à Valoutina Gora, lors de l'invasion de la Russie par les Français. Elle oppose les troupes françaises du maréchal Michel Ney à l'arrière-garde russe du général Michel Barclay de Tolly, deux jours après la bataille de Smolensk. Pendant les combats qui ont lieu sur la rive nord du fleuve Dniepr, les forces russes en retraite sur la route de Moscou sont attaquées frontalement par le corps du maréchal Ney. La situation est extrêmement délicate pour Barclay de Tolly dont les effectifs, en partie dispersés dans une zone boisée et marécageuse, risquent à tout moment d'être coupés et anéantis.
Toutefois, en raison de la résistance déterminée des troupes russes et des erreurs tactiques commises par les généraux français, la quasi-totalité de l'armée du tsar parvient à échapper au piège et à poursuivre sa retraite vers Moscou. L'affrontement a été particulièrement acharné et a causé de lourdes pertes dans les deux camps. Napoléon, qui n'a pas cru avoir affaire à une véritable bataille, s'en est retourné à Smolensk, de sorte qu'il s'est montré incapable de coordonner l'action de ses subordonnés en vue d'obtenir une victoire décisive sur ses adversaires.

## Contexte

### La bataille de Smolensk
Le 10 août 1812, deux mois après le commencement de la campagne de Russie, Napoléon ordonne une offensive de grande ampleur contre l'arrière-garde russe déployée à l'ouest de Smolensk. Franchissant le fleuve Dniepr, la Grande Armée se dirige depuis le sud en direction de la cité. L'objectif est de prendre la ville d'assaut afin de couper les communications des Russes et les contraindre à se battre. Une série de retards et la résistance déterminée des troupes russes ralentissent cependant l'exécution de la manœuvre ; de fait, lorsque l'armée française arrive le 15 août à proximité de la banlieue sud de Smolensk, le gros des troupes du tsar a pu rejoindre l'arrière-garde et s'établir dans la ville en position de force.   
Le 17 août, Napoléon lance une attaque frontale sur les quartiers sud de la ville et contre la citadelle fortifiée bâtie sur la rive sud du Dniepr. La bataille de Smolensk, acharnée et meurtrière, voit l'artillerie française ravager la ville tandis que les soldats russes défendent vigoureusement les murailles. Dans la soirée du 17 août, le général Michel Barclay de Tolly, commandant suprême de l'armée russe, décide finalement, contre l'avis de ses subordonnés, d'abandonner Smolensk et de se retirer sur la rive nord du Dniepr en empruntant la route de Moscou. La 2e armée du général Bagration reçoit l'ordre de se retirer immédiatement vers la grand-route, suivie d'assez près par le général Dokhtourov qui, après avoir tenu ses positions au sud de Smolensk jusqu'à la dernière extrémité, passe à son tour sur la rive nord dans la nuit du 18 au 19 août avec le reste de la 1re armée.

### Retraite russe vers Moscou
Le IIIe corps français du maréchal Michel Ney, qui a combattu durement le 17 près de la citadelle, s'emploie à jeter des ponts sur le Dniepr durant toute la journée du 18 et franchit le fleuve dans la matinée du 19 août. Il pénètre ensuite à l'intérieur de la ville ravagée par un énorme incendie que les Russes ont pris soin de déclencher avant leur départ, rendant difficile la progression des soldats français. Les quelques détachements de cosaques présents au nord de la localité disparaissent rapidement à l'approche du corps de Ney. Celui-ci investit les banlieues nord et atteint le croisement des deux routes nord et est conduisant respectivement à Saint-Pétersbourg et Moscou. Le maréchal, qui ne sait pas par quelle route se sont retirés ses adversaires, doit patienter plusieurs heures avant de se diriger vers l'est, où des éclaireurs ont signalé la présence de l'armée russe. 
Dans le camp d'en face, le général Bagration a pu décrocher sans grande difficulté et est parvenu à se mettre en sécurité à l'est du village de Loubino.  Pour Barclay de Tolly, demeuré dans les quartiers nord de Smolensk jusque dans la nuit du 18 août, la situation n'est pas aussi brillante. Le général russe a en effet décidé d'éviter la grand-route de Moscou pour ne pas exposer ses troupes au tir de l'artillerie française et a divisé son armée en deux colonnes, chacune devant suivre un itinéraire secondaire au beau milieu d'une zone boisée et marécageuse située au nord du fleuve. Ces chemins détournés rejoignent la route principale plus à l'est, ce qui doit permettre aux deux colonnes de se réunir hors de portée des canons français.
La première colonne, commandée par le général Dokhtourov, a pour objectif d'atteindre la route principale à hauteur du village de Solovevo ; se dirigeant au nord puis à l'ouest, elle doit effectuer cette manœuvre en un jour et une nuit. Le second groupe, plus nombreux, sous le commandement du général Nikolaï Toutchkov, doit pour sa part se retirer brièvement vers le sud avant de rallier la grand-route près de Loubino. La division Gortchakov, du corps de Bagration, est chargée de couvrir le mouvement en se positionnant sur la route à l'ouest de Loubino jusqu'à l'arrivée de la colonne. L'opération se révèle particulièrement complexe et risquée à mettre en œuvre car elle implique la nécessité pour les Russes de coordonner l'action d'un grand nombre d'hommes cheminant de nuit sur des axes secondaires, à travers des forêts et des marécages.

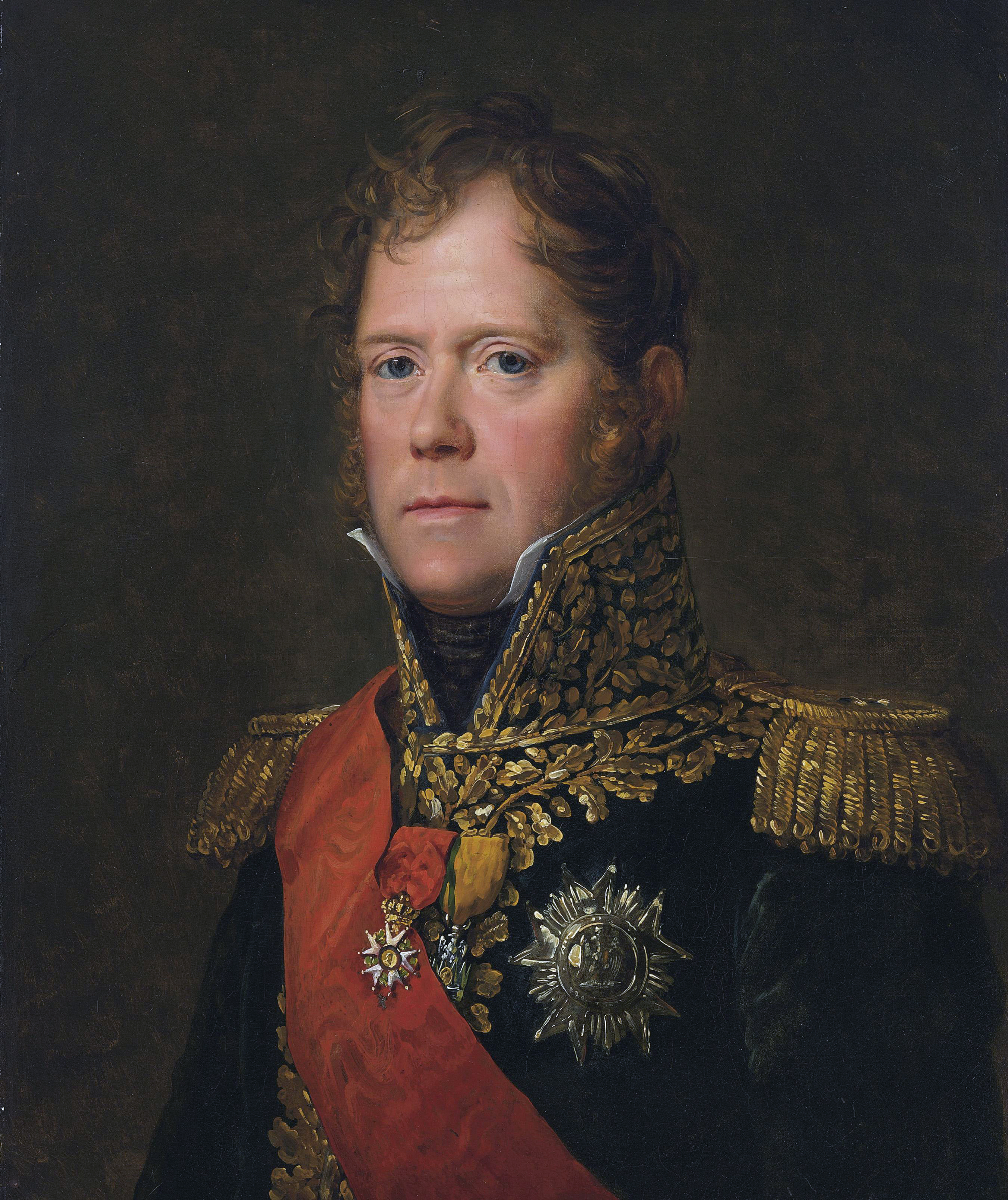
Le maréchal Michel Ney, commandant en chef le IIIe corps de la Grande Armée.

Très vite, la retraite de la 1re armée est confuse et laborieuse. La colonne Dokhtourov, plutôt que de suivre l'axe de marche préalablement établi en direction de Solovevo, pousse trop loin vers l'arrière et ne peut dès lors être d'aucune aide au reste de l'arrière-garde en cas d'accrochage, l'excluant pour un temps du théâtre des opérations. De son côté, la colonne de Toutchkov, composée des 2e, 3e et 4e corps d'armée, se perd en cours de route en raison de l'incompétence des officiers d'état-major chargés de reconnaître les chemins et de guider la colonne le long de son itinéraire.
Le 3e corps, malgré les difficultés causées par le train d'artillerie et les bagages, conserve néanmoins sa discipline et parvient à rejoindre le premier la route principale durant la nuit. Derrière lui, le 4e corps du général Ostermann-Tolstoï, parti avec du retard, perd le contact avec les autres formations et se disloque dans les bois en petits groupes, lesquels, au matin du 19 août, n'ont toujours pas rallié le point de rendez-vous. La situation du 2e corps du général Baggovout, placé en queue du dispositif russe, est encore plus délicate car cette unité n'a reçu aucune instruction explicite et perd un temps précieux. La dernière formation russe à quitter sa position, sous les ordres du prince Eugène de Wurtemberg, ne commence son mouvement de repli que le 19 août à 1 h du matin et se trompe de direction, de sorte qu'à 6 h elle se trouve quasiment au point de départ, près du village de Gedeonovo, situé à seulement deux kilomètres à l'est de Smolensk : l'avant-garde française du IIIe corps de Ney est toute proche. À ce stade, les éléments du corps de Toutchkov, pour la plupart dispersés de part et d'autre de la route sud, n'ont pas encore rallié la grand-route de Moscou et se retrouvent directement menacés par la progression des troupes françaises, à laquelle seuls les trois régiments d'infanterie du prince de Wurtemberg peuvent s'opposer.

## Forces en présence
Les ordres de bataille ci-dessous donnent les effectifs disponibles lors de la bataille de Smolensk, qui a eu lieu deux jours avant la bataille de Valoutina Gora.

### Ordre de bataille français
- Ier corps d'armée : maréchal Louis Nicolas Davout — 50 439 hommes, 86 canons
  - 1re division : général de division Charles Antoine Morand — 8 930 hommes, 14 canons
  - 2e division : général de division Louis Friant — 8 800 hommes, 14 canons
  - 3e division : général de division Charles Étienne Gudin — 9 777 hommes, 14 canons
  - 4e division : général de division Joseph Marie Dessaix — 6 557 hommes, 14 canons
  - 5e division : général de division Jean Dominique Compans — 12 527 hommes, 14 canons
  - Artillerie de réserve : colonel Bode — 1 373 hommes, 16 canons
- IIIe corps d'armée : maréchal Michel Ney — 24 215 hommes, 56 canons
  - 10e division : général de division François Roch Ledru des Essarts — 7 534 hommes, 14 canons
  - 11e division : général de division Louis-Nicolas de Razout — 7 158 hommes, 14 canons
  - 25e division : Generalleutnant Georg von Scheler — 3 652 hommes, 6 canons
  - Division de cavalerie légère : Generalleutnant Wollwarth — 3 332 hommes, 6 canons
  - Artillerie — 2 539 hommes, 16 canons

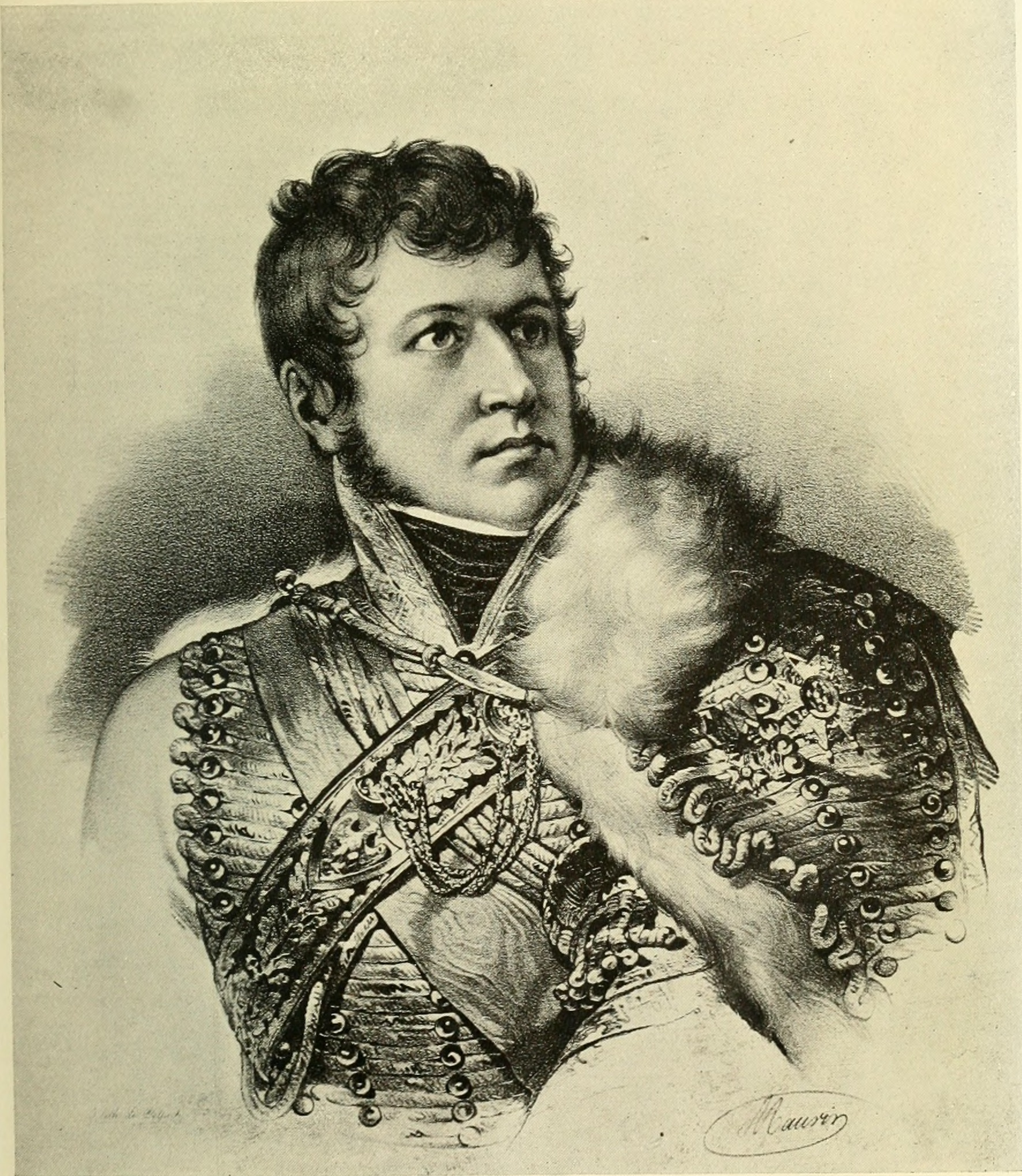
Le général de division Jean-Andoche Junot, commandant le VIIIe corps de la Grande Armée.

- VIIIe corps d'armée : général de division Jean-Andoche Junot — 12 472 hommes, 22 canons
  - 23e division : général de division Jean-Victor Tharreau — 6 837 hommes, 8 canons
  - 24e division : général de division Adam Ludwig von Ochs — 3 512 hommes, 8 canons
  - 24e brigade de cavalerie légère : général de brigade William Friedrich von Hammerstein — 1 502 hommes, 6 canons
- Réserve de cavalerie : maréchal Joachim Murat — 12 070 hommes, 54 canons
  - 1er corps de cavalerie : général de division Étienne Marie Antoine Champion de Nansouty — 7 487 hommes, 30 canons
    - 1re division de cavalerie légère : général de division Jean Pierre Joseph Bruyère — 3 765 hommes, 6 canons
    - 1re division de cuirassiers : général de division Antoine Louis Decrest de Saint-Germain — 1 669 hommes, 12 canons
    - 5e division de cuirassiers : général de division Jean-Baptiste Cyrus de Timbrune de Thiembronne de Valence — 2 053 hommes, 12 canons

  - 2e corps de cavalerie : général de division Louis Pierre de Montbrun — 3 269 hommes, 24 canons
    - 2e division de cavalerie légère : général de division Pierre Claude Pajol
    - 2e division de cuirassiers : général de division Pierre Wathier de Saint-Alphonse — 1 625 hommes, 12 canons
    - 4e division de cuirassiers : général de division Jean-Marie Defrance — 1 644 hommes, 12 canons

- Diégo Mané, « Les Français devant Smolensk, le 17 août 1812 », Les Trois Couleurs, Lyon,‎ 2011 (lire en ligne [PDF]).

### Ordre de bataille russe

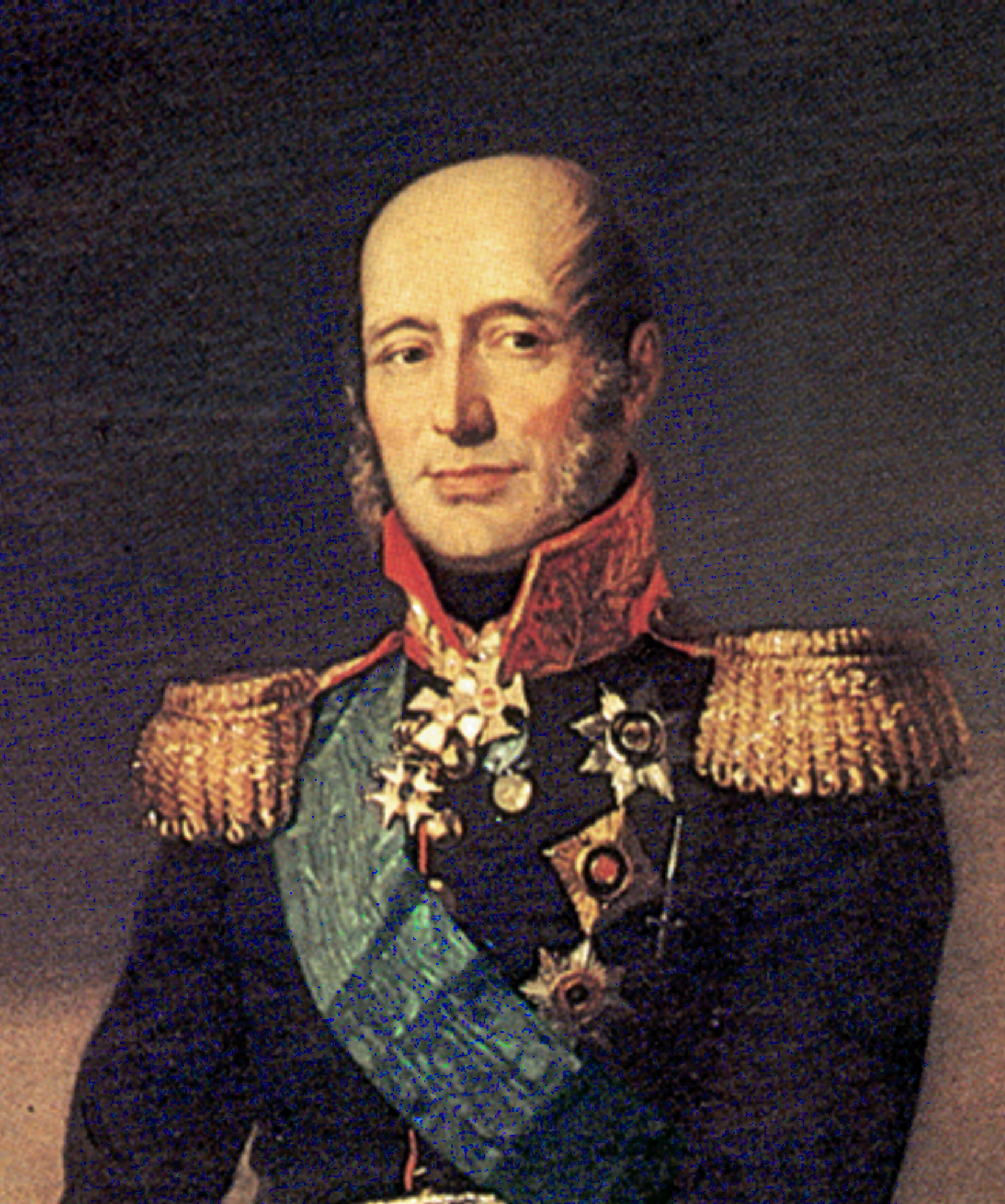
Le général Michel Barclay de Tolly, commandant en chef la 1re armée de l'Ouest. Huile sur toile de George Dawe.

- 1re armée de l'Ouest : General der Infanterie Michel Barclay de Tolly, commandant en chef — 76 000 hommes, 478 canons
  - IIe corps d'armée : Generalleutnant Karl Fiodorovitch Baggovout — 13 000 hommes, 100 canons
    - 4e division : général-major Eugène de Wurtemberg — 5 000 hommes, 48 canons
    - 17e division : Generalleutnant Zakhar Dmitrievitch Olsoufiev — 5 500 hommes, 40 canons
    - Cavalerie : général-major Wsewolodsky — 870 hommes, 12 canons

  - IIIe corps d'armée : Generalleutnant Nikolaï Alexeïevitch Toutchkov — 13 500 hommes, 84 canons
    - 1re division de grenadiers : général-major Pavel Alexandrovitch Stroganov — 5 800 hommes, 36 canons
    - 3e division : Generalleutnant Piotr Petrovitch Konovnitsyne — 5 600 hommes, 36 canons
    - Cavalerie : général-major Vassyliy Orlov-Dénissov — 900 hommes, 12 canons

  - IVe corps d'armée : Generalleutnant Alexandre Ostermann-Tolstoï — 9 500 hommes, 66 canons
    - 11e division : général-major Pavel Nikolaïevitch Tchoglokov — 5 300 hommes, 30 canons
    - 23e division : général-major Alexeï Nikolaïevitch Bakhmetev — 2 400 hommes, 36 canons
    - Cavalerie: général-major Ivan Semionovitch Dorokhov — 800 hommes

  - Cavalerie de réserve — 6 000 hommes, 60 canons
    - 1er corps de cavalerie : Generalleutnant Fiodor Petrovitch Ouvarov — 3 700 hommes, 12 canons
    - 2e corps de cavalerie : général-major Fiodor Karlovitch Korf — 2 100 hommes, 36 canons
    - 3e corps de cavalerie : général-major Pavel Petrovitch Pahlen — 1 200 hommes, 12 canons

  - Corps de cosaques : General der Kavallerie Matveï Platov — 2 300 hommes, 12 canons

Les Ve et VIe corps d'armée ainsi que les 2e et 3e corps de cavalerie rattachés à la colonne de Dokhtourov ne participent pas à la bataille. 
- Diégo Mané, « Les armées russes au 16 août 1812 », Les Trois Couleurs, Lyon,‎ 2011 (lire en ligne [PDF]).

## Déroulement de la bataille

### Engagement initial sur la Stubna

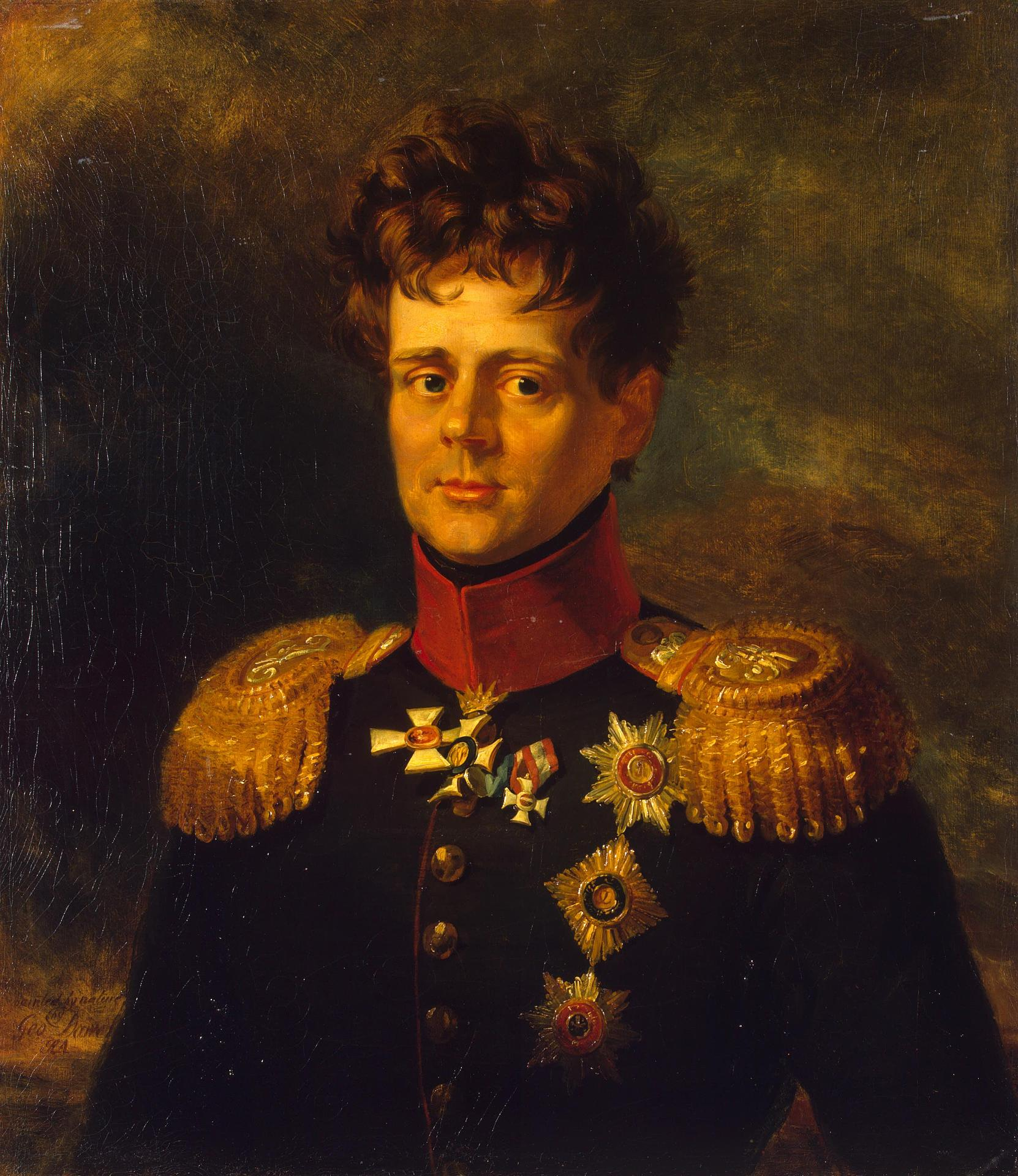
Le prince Eugène de Wurtemberg parvient dans un premier temps à ralentir l'avancée française à la tête de sa division.

Le 19 août, en fin de matinée, le maréchal Ney s'avance sur la route principale à la tête du IIIe corps et se heurte à la division russe du prince de Wurtemberg. L'affrontement devient rapidement très intense lorsque les troupes françaises, ralenties dans leur progression par la Stubna, un affluent du Dniepr, cherchent à enlever la position par un assaut frontal. Tandis que le prince s'efforce de contenir l'offensive française, le reste des forces de Barclay, dispersé le long des axes secondaires, tente de s'extirper du péril qui le menace. Les bruits de la bataille et le grondement des canons français qui résonnent sur la route de Moscou laissent craindre que les troupes de Toutchkov soient coupées de la colonne principale et anéanties.
Dans ces circonstances difficiles, Eugène de Wurtemberg fait preuve de véritables capacités de chef et parvient à organiser une résistance efficace en tirant parti des bois environnants. Les régiments Tobolsk, Wilmanstrand et Beloozero se battent avec vaillance et font gagner suffisamment de temps au général Barclay de Tolly pour que celui-ci puisse diriger des renforts. Le maréchal Ney, manifestement surpris par la résistance des Russes, n'engage initialement qu'une fraction de son corps alors que Napoléon ne s'attend pas, deux jours après Smolensk, à disputer une nouvelle bataille. Après de violents combats, les Français parviennent finalement à franchir la Stubna et à refouler ses défenseurs sur la grand-route, mais le prince de Wurtemberg réussit à maintenir la cohésion parmi ses troupes et à se replier vers l'est en bon ordre.

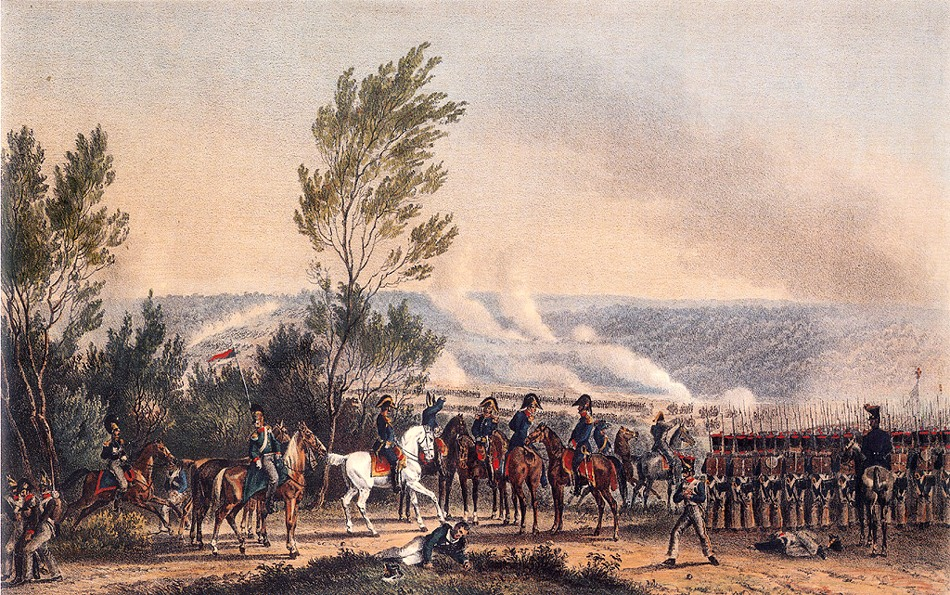
Le IIIe corps du maréchal Ney se prépare à entrer en action lors de la bataille de Valoutina Gora, par Christian Wilhelm von Faber du Faur.

Cette retraite réussie ne peut cependant masquer de graves déficiences d'organisation et le manque de coordination entre le corps de Bagration et celui de Barclay, ce qui rend la situation toujours très critique pour les Russes. Alors que les différentes colonnes quittent enfin les bois pour rejoindre l'itinéraire prévu, l'avant-garde aux ordres du général Pavel Toutchkov — le frère du général Nikolaï Toutchkov — arrive à Loubino et trouve le village désert, car les troupes de Bagration qui devaient l'attendre à cet endroit se sont retirées vers l'est ; quant aux formations en queue, leur progression se trouve bloquée à la suite de l'attaque française. Informé de la situation, Barclay de Tolly craint une catastrophe irréparable. Le IIIe corps de Ney s'est en effet approché de la rivière Kolodjna, dernier obstacle naturel avant Loubino, et se prépare à attaquer les hauteurs de Valoutina Gora où l'arrière-garde russe, qui y a établi une nouvelle ligne de défense, risque d'être submergée. L'enjeu est d'une importance stratégique vitale car la prise de Valoutina par les Français permettrait à ces derniers de barrer définitivement le passage aux dernières formations russes présentes au nord de la route principale.

### Défense de Valoutina Gora

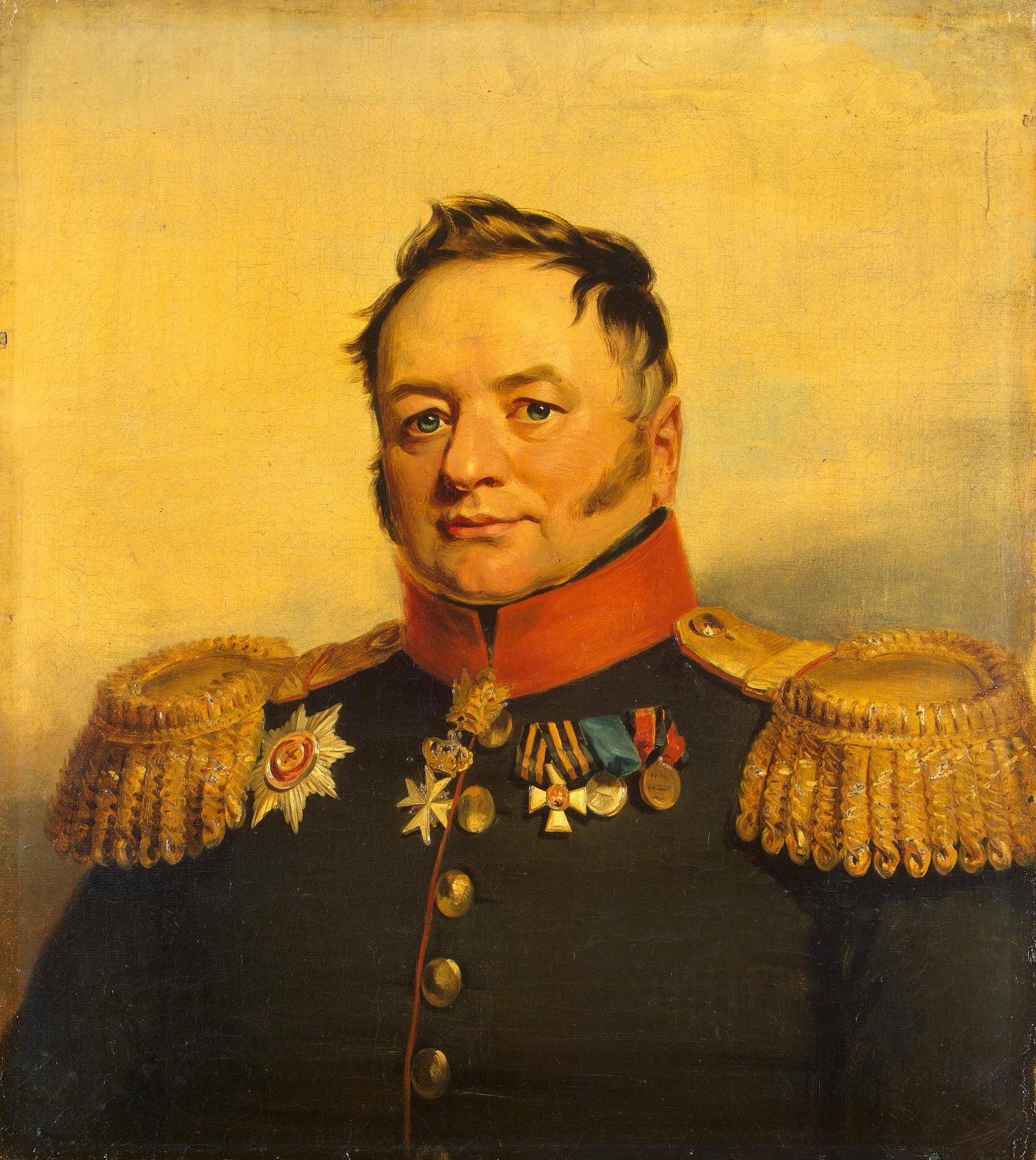
Le général Pavel Toutchkov, peint ici par George Dawe, dirige la défense russe dans le secteur de Valoutina.

À ce stade, le général Toutchkov prend la décision audacieuse de ne pas continuer vers l'est, comme cela lui a été ordonné, pour se porter de son propre chef au secours de l'arrière-garde qui se replie sous la pression exercée par le corps de Ney. Avec 3 000 hommes, le général transforme les collines de Valoutina en bastion et, pendant cinq heures, parvient à enrayer l'avancée adverse. Deux régiments de grenadiers envoyés par son frère arrivent en renfort, alors que ce dernier cherche à regrouper ses troupes encore dispersées au nord de la route de Moscou. 
Ney, de son côté, mène des attaques répétées contre Valoutina et la ligne de la Kolodnja. Les combats sont féroces et chacun des belligérants fait montre d'une grande ténacité, les Russes étant conscients qu'une défaite entraînerait la perte des canons, des bagages et des blessés tandis que les Français entrevoient dans cet engagement la possibilité d'un succès décisif. Napoléon, situé à quelques kilomètres du champ de bataille, sous-estime néanmoins l'importance du combat et, fatigué et préoccupé par les nombreuses affaires politiques et militaires qu'il a encore à résoudre, préfère revenir à Smolensk après avoir concentré en arrière du front le Ier corps du maréchal Davout. En guise de soutien, il envoie tout de même en renfort la division du général Gudin, appartenant au Ier corps, et la cavalerie du maréchal Murat à sa gauche pour coordonner les opérations ; toutefois, l'Empereur compte davantage sur la réussite du mouvement tournant exécuté par le VIIIe corps westphalien de Junot, dont la marche au sud doit envelopper le dispositif russe et venir parfaire la manœuvre d'encerclement.

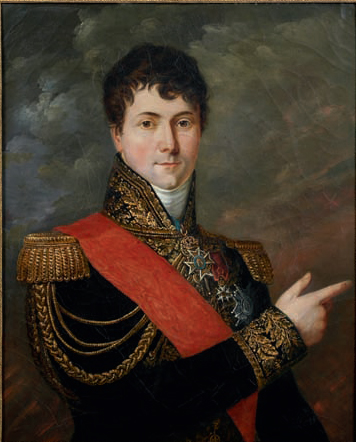
Le général Gudin est mortellement blessé en conduisant l'attaque de sa division sur les hauteurs de Valoutina.

À l'issue de plusieurs heures d'affrontement, les troupes de Ney réussissent à enlever les hauteurs de Valoutina et à traverser la Kolodnja sur un pont précaire. Toutefois, les Russes ne cèdent pas à la panique et le général Toutchkov redéploie sa ligne de bataille le long de la rivière Stragan, un affluent du Dniepr, où il reçoit le renfort de quelques bataillons détachés par le général Iermolov. Les assauts se poursuivent jusqu'au soir avec de lourdes pertes du côté français ; le plateau de Valoutina est conquis mais en fin de journée, Ney, exaspéré par les dommages infligés à ses troupes, suspend les attaques ce qui permet aux défenseurs de se retirer sur Loubino à la faveur de la nuit. Les Russes ont également subi des pertes sévères, de nombreux officiers sont tués ou capturés et le général Toutchkov lui-même tombe aux mains des soldats français, mais la résistance de ses hommes à Valoutina permet à la plupart des colonnes de son frère Nikolaï de se replier sur la route de Moscou et d'échapper ainsi à la destruction. Au plus fort des combats sur la Kolodnja, le général Gudin est mortellement blessé par un boulet de canon qui lui emporte les deux jambes ; transporté à Smolensk, il meurt peu après en présence d'un Napoléon en deuil.
Parallèlement à l'action principale sur la route de Moscou, la cavalerie de Murat tente de flanquer les lignes russes mais, gênée par les bois et les marais, elle est contrée durement par la cavalerie du général Orlov-Denissov et échoue à contourner la position. Une attaque frontale sur l'aile gauche des défenseurs ne rencontre pas plus de succès. La division du général Morand, engagée sur le flanc opposé, progresse quant à elle à travers les bois et parvient à occuper un emplacement idéal pour prendre les Russes à revers, mais elle est rappelée en arrière sur ordre de Napoléon qui, mal renseigné sur l'évolution exacte de la situation, la fait regrouper avec le reste du corps de Davout, laissant ainsi passer l'occasion d'une victoire décisive.

### Inaction du corps de Junot

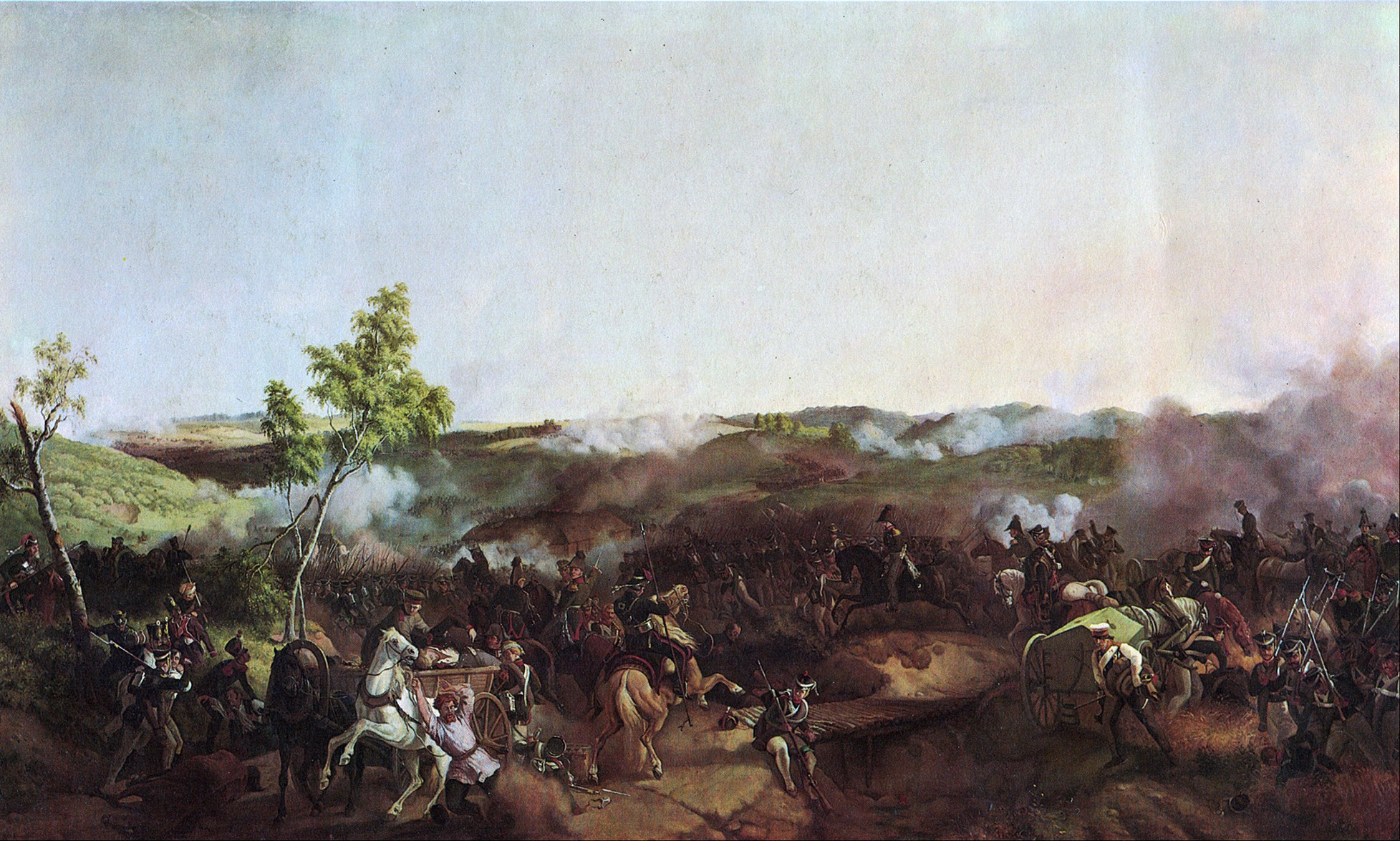
Bataille de Valoutina Gora : le général Toutchkov contre-attaque avec le régiment d'Ekatérinoslav, par Peter von Hess.

Alors que Français et Russes se disputent avec acharnement la possession de Valoutina, Napoléon dirige le VIIIe corps de Junot à Prudichevo, un petit village installé sur un coude du Dniepr qui s'éloigne à cet endroit de plusieurs kilomètres au sud de la route principale. Une fois le fleuve traversé, les troupes allemandes de Junot, en continuant leur marche sur les itinéraires secondaires à travers la forêt et les marécages, sont en mesure de déboucher à l'ouest de Valoutina et de couper ainsi les Russes de leur principale voie de communication. Attaquée de front par le maréchal Ney et menacée sur ses arrières, l'armée de Barclay serait alors prise en étau. Informé par les cosaques de la menace représentée par le VIIIe corps, l'état-major russe voit le désastre se profiler à l'horizon et Barclay de Tolly lui-même confie à ses généraux qu'ils n'ont à présent que bien peu de chances d'échapper à l'encerclement. Malheureusement pour les Français, l'indécision de Junot à cet instant critique vient compromettre une nouvelle fois la possibilité d'obtenir une victoire écrasante sur leurs adversaires. 
Après avoir effectué le passage du Dniepr à Prudichevo et s'être positionné sur le flanc des Russes, Junot hésite en effet à lancer une attaque. Murat, ulcéré par la résistance de l'ennemi à Valoutina, vient le voir en personne et le pousse à agir en des termes vigoureux, lui faisant miroiter comme récompense « la gloire et le bâton de maréchal ». En dépit des exhortations de son camarade, Junot ne bouge pas, prétextant le manque d'instructions précises de Napoléon et la faiblesse de ses troupes westphaliennes et wurtembergeoises. Dirigé par un chef au tempérament passif et déjà miné par la syphilis qui le conduira plus tard à la folie et au suicide, le VIIIe corps reste donc inactif pour le reste de la journée et rate une magnifique occasion d'en finir avec les Russes, qui parviennent finalement à s'extraire d'une situation périlleuse pour mener à bien leur retraite vers Moscou. Napoléon, arrivé le lendemain sur le champ de bataille, critique le fait qu'une attaque ait été mené à l'endroit où a été frappé le général Gudin et a des paroles très dures à l'égard de Junot, pourtant l'un de ses lieutenants les plus fidèles et un ami de longue date.

## Bilan et conséquences

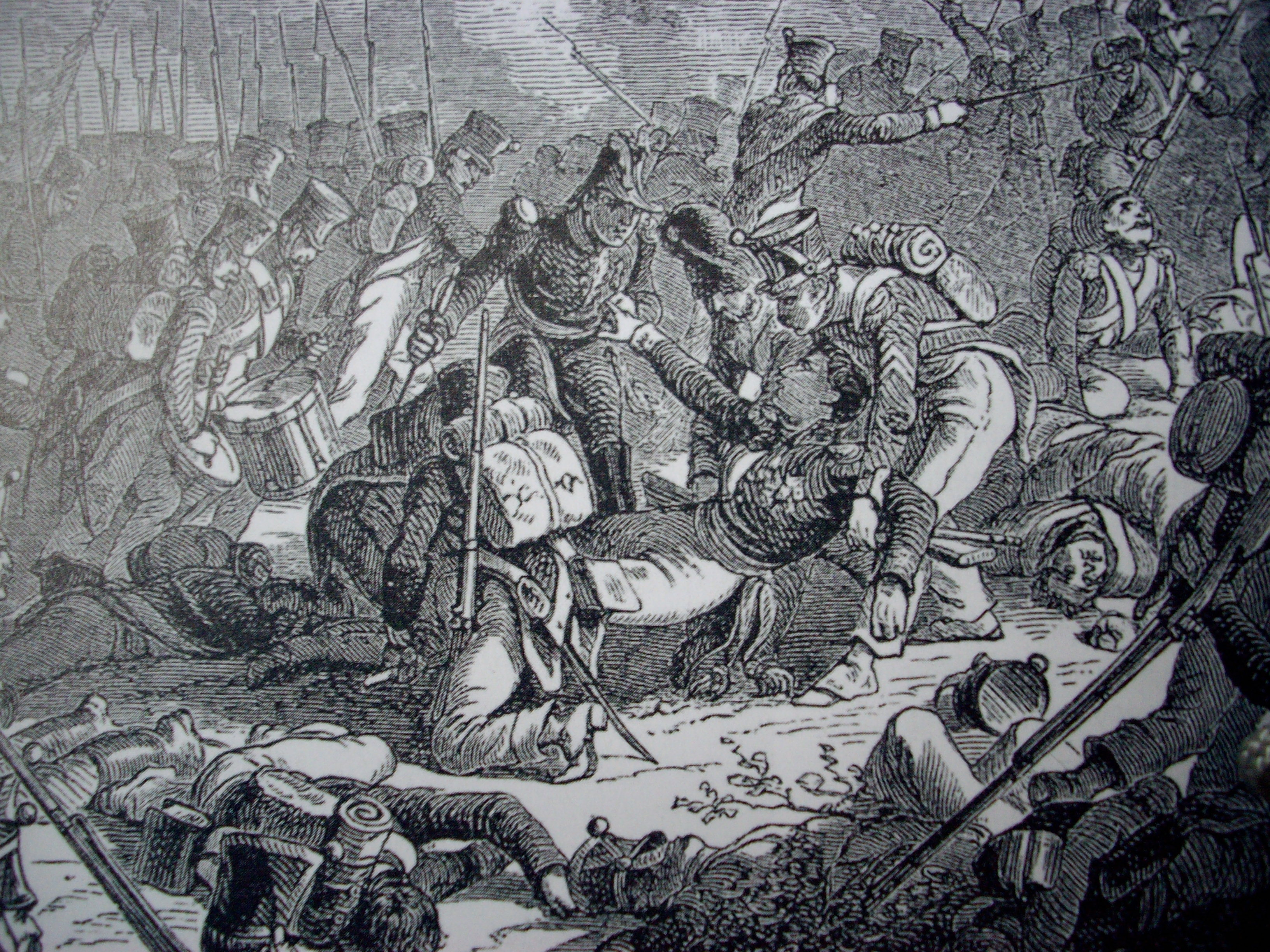
Le général Gudin, mortellement blessé par un boulet de canon, transmet le commandement de sa division au général Gérard. Illustration d'Henri Félix Emmanuel Philippoteaux.

Les deux camps perdent entre 6 000 à 7 000 tués ou blessés selon l'historienne Marie-Pierre Rey. Diégo Mané évalue quant à lui les pertes à 8 000 hommes pour les Français et 6 000 pour les Russes. Au cours de cette bataille qui s'est déroulée dans une grande confusion, les Français mènent l'attaque avec trois formations indépendantes respectivement aux ordres de Ney, Murat et Junot. L'assaut de la Grande Armée a été conduit avec impétuosité mais l'absence de coordination réelle entre les corps a fait perdre de précieuses opportunités tactiques aux assaillants. Napoléon a échoué, pour sa part, à diriger la progression convergente de ses trois corps d'armée, lesquels, en l'absence de l'Empereur, ne parviennent pas à obtenir un succès décisif sur les Russes. Convaincu de l'importance toute relative de l'engagement, Napoléon rentre très vite à Smolensk et ce n'est que plus tard dans la journée qu'il se voit solliciter des renforts par l'intermédiaire du général Borrelli, sous-chef d'état-major de Murat. Ce dernier l'informe également de l'échec du mouvement tournant opéré par Junot et de la blessure mortelle du général Gudin. L'Empereur, d'abord surpris de ces nouvelles, critique sévèrement Junot pour son incompétence et se montre très impressionné par la mort de Gudin. Pris d'inquiétude, il décide dans la matinée du 20 août de se rendre en personne à Valoutina.
Une fois sur place, Napoléon observe le terrain encombré de cadavres et de blessés. À la division Gudin, qui a conservé un esprit combatif malgré la fatigue et les pertes, l'Empereur distribue les récompenses afin de souligner sa tenue exemplaire au feu et récompenser la valeur dont elle a fait preuve au cours de la bataille. Après avoir félicité ses soldats, il octroie de nombreuses gratifications aux régiments de la division Gudin ainsi qu'à ceux du IIIe corps, passant dans les rangs, dialoguant avec les simples soldats et accordant sur le champ avancements et décorations pour des actes de bravoure individuels. De cette façon, Napoléon réussit à maintenir intact le moral de ses troupes en dépit des sacrifices consentis lors de la campagne et l'échec de la dernière bataille.
Les efforts de Napoléon pour galvaniser l'ardeur de ses soldats et minimiser les difficultés des opérations ne peuvent toutefois masquer l'issue de la bataille de Valoutina Gora, qui s'est achevé sur un échec stratégique français majeur ; bien que victorieuse sur le terrain, la Grande Armée a été privée d'un succès plus important en raison de circonstances défavorables liées au hasard et des erreurs commises par ses généraux. Marie-Pierre Rey écrit que « restée sans lendemain, la victoire française de Valoutino parait bien chèrement acquise ». Napoléon, après avoir hésité un moment sur la conduite à tenir, décide de continuer sa progression vers l'est à la recherche de l'affrontement décisif avec l'adversaire, persuadé qu'une marche sur Moscou obligera les Russes à se battre.
Pour les Russes, la bataille de Valoutina Gora constitue l'une des situations les plus critiques de la campagne. Il s'en est fallu de peu, en effet, que l'armée du général Barclay de Tolly ne soit encerclée et anéantie, événement qui aurait probablement changé le cours de la guerre. Malgré des erreurs tactiques et l'inexpérience de certains généraux, la résistance farouche déployée par les soldats du tsar et la compétence des autres commandants permet à l'armée russe d'échapper au piège et de continuer la lutte contre l'envahisseur. Toutefois, la perte de Smolensk et le dénouement quelque peu chanceux de la bataille de Valoutina exacerbe la critique contre Barclay ; ce dernier est officiellement remplacé le 20 août par le général Mikhaïl Koutouzov qui, après avoir pris son commandement le 29 du même mois, dirige l'armée russe pour le restant de la campagne.